# 里贝拉 (圣保罗州)
里贝拉是巴西圣保罗州的一个市镇。总面积335.029平方公里，总人口3444人，人口密度10.3人/平方公里。